# Eric Andersen
Eric Andersen (Pittsburgh, 14 febbraio 1943) è un cantautore statunitense.
È considerato uno dei più importanti cantautori folk americani degli anni sessanta e settanta, ispiratore di quella corrente "intimista" che tanta diffusione avrà nel decennio successivo.

## Biografia
Le letture delle opere dei poeti della Beat Generation lo portano presto a girare per gli Stati Uniti, venne scoperto da Tom Paxton nei primi anni sessanta nella zona del Greenwich Village a New York.
Debuttò al Gerdes Folk City, locale del Greenwich Village, poi partecipò al Newport Folk Festival. La sua musica era un amalgama di folk con elementi blues con testi più poetici che di protesta e cantati con la sua caratteristica voce da tenore. Esordisce con un proprio album nel 1965 "Today Is The Highway" per la Vanguard.
L'anno seguente si fece apprezzare per l'album 'Bout Changes & Things con brani come Thirsty Boots, dedicata a Phil Ochs e portata successivamente al successo da Judy Collins, Violets of Dawn, I Shall Go Unbounded, fece anche un'apparizione nel film "Space" di Andy Warhol. Il disco dell'anno successivo 'Bout Changes 'n' Things Take 2, in cui partecipa in alcuni brani la moglie e cantautrice Debbie Green, si ispirò alla svolta elettrica di Bob Dylan.
Nel 1968 l'album More Hits from Tin Can Alley prodotto da Al Gorgoni aggiunse elementi jazz e rock..
Passò alla Warner con la quale pubblicò Avalanche nel 1969, disco folk e l'eponimo del 1970, più vicino al country rock. Partecipò al Festival Express svoltosi nel 1970 in Canada dove apparve nel successivo documentario.
Nel 1972 ottenne i più importanti successi di vendite con l'album Blue River pubblicato dalla Columbia dove aggiunse alla sua musica elementi country e rock e a cui partecipò la cantante Joni Mitchell. Nel 1975 aprì due concerti per Bob Dylan.
Schivo e lontano dal mondo mainstream, tratto comune di molti cantautori del periodo, per molti anni scomparve dalla scene, negli anni 80 si trasferì ad Oslo in Norvegia continuando a fare concerti sporadici in piccoli locali. Nel 1988 ritornò sulle scene con l'album Ghosts Upon the Road composto da proprie canzoni, accolto favorevolmente dalla critica ma meno dal pubblico .
Pubblicò nei primi anni novanta tre album con Rick Danko e Jonas Fjeld. Negli ultimi anni ha proseguito con la pubblicazione di nuovi dischi, You Can't Relive The Past con la partecipazione di Townes Van Zandt, The Street Was Always There e Waves composti da brani originali e cover.
Nel 2009 è apparsa una sua composizione sul libro raccolta Naked Lunch @ 50: Anniversary Essays in occasione del 50º anniversario dell'uscita del Pasto nudo di William S. Burroughs.
Nell'aprile 2011 esce per la Meyer Records un disco live, The Cologne Concert, concerto registrato il 25 marzo 2010 al Teatro Der Keller di Colonia, dove Eric Andersen è accompagnato dalla moglie Inge alla voce e dal violinista italiano Michele Gazich. L'album include due nuove composizioni Dance of Love and Death e Sinking Deeper into You.

## Discografia

### Album in studio
- Today Is the Highway (1965)
- 'Bout Changes & Things (1966)
- 'Bout Changes 'n' Things Take 2 (1967)
- More Hits from Tin Can Alley (1968)
- Avalanche (1968)
- A Country Dream (1970)
- Eric Andersen (1970)
- Blue River (1972)
- Be True to You (1975)
- Sweet Surprise (1976)
- Midnight Son (1980)
- Tight in the Night (1984)
- Ghosts Upon the Road (1989)
- Stages: The Lost Album (1991) *Registrato nel 1972-73
- Danko/Fjeld/Andersen - con Rick Danko, Jonas Fjeld (1991)
- Ridin' on the Blinds - con Rick Danko, Jonas Fjeld & Eric (1994)
- Memories of the Future (1998)
- You Can't Relive the Past (2000)
- One More Shot - con Rick Danko, Jonas Fjeld (2001)
- Beat Avenue (2002)
- The Street Was Always There: Great American Song Series, Vol. 1 (2004)
- Waves: Great American Song Series, Vol. 2 (2005)
- So Much on My Mind: The Anthology (1969–1980) (2007)
- Silent Angel: Fire And Ashes Of Heinrich Böll (2017)
- Mingle With The Universe: The Worlds Of Lord Byron (2017)
- Eric Andersen in (Spoken) Piecese (2024)

### Album dal vivo
- The Cologne Concert (2011)
- Blue Rain Live - (2007)

### Colonne sonore
- From the Motion Picture Soundtrack Istanbul (1985)

### Raccolte
- The Best of Eric Andersen (1970)
- The Best Songs (1977)
- Exile (1994)
- The Collection (1997)

### Partecipazioni
- 1964 - AA.VV. New Folks Vol. 2

## Filmografia

### Attore
- Space, regia di Andy Warhol (1965)